# Нова-Прата
Нова-Прата (порт. Nova Prata) — муниципалитет в Бразилии, входит в штат Риу-Гранди-ду-Сул. Составная часть мезорегиона Северо-восток штата Риу-Гранди-ду-Сул. Входит в экономико-статистический микрорегион Гуапоре. Население составляет 25 559 человек на 2017 год. Занимает площадь 258,864 км². Плотность населения — 98,7 чел./км².

## История
Город основан 11 августа 1924 года.

## Статистика
- Валовой внутренний продукт на 2003 составляет 524 738 965,00 реалов (данные: Бразильский институт географии и статистики).
- Валовой внутренний продукт на душу населения на 2003 составляет 26 701,56 реала (данные: Бразильский институт географии и статистики).
- Индекс развития человеческого потенциала на 2000 составляет 0,839 (данные: Программа развития ООН).

## География
Климат местности: субтропический. В соответствии с классификацией Кёппена, климат относится к категории Cfa.